# نسر في الثلج

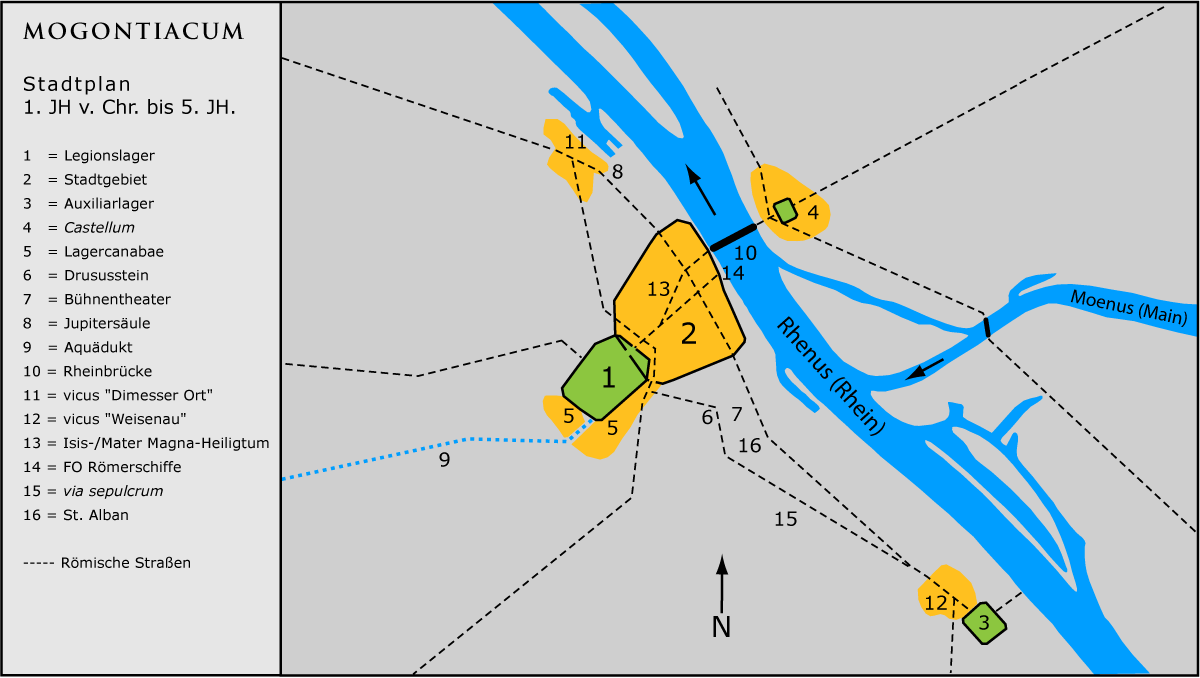

نسر في الثلج (ISBN 1-59071-011-8) هي رواية تاريخية كتبها والاس بريم عام 1970.

تدور أحداث هذه الرواية في مدينة بريتانيا في جرمانيا في آواخر القرن الرابع وبداية الخامس الميلادي، والشخصية الرئيسية هي الجنرال الروماني باولينوس مكسيموس غايوس، أحد معتنقي الديانة الميثرانية في العصر التبشيري.

## لمحة عن الأحداث
يقود ماكسيموس وصديقه كوينتس فرقة الدفاع عن سور هادريان، ولكن عندما تأتي أخبار بأن الجرمان على وشك أن يقومو بغزو عبر نهر الراين تتم ترقية ماكسيموس إلى جنرال القسم الغربي، ويتم انتدابه إلى مدينة ماينتس، حيث كُلِّف هو وفيلقه بالدفاع عن كامل حدود جرمانيا مع منطقة الغال.

وبينما هو يقوم بواجبه، حاول الكثير والكثير من حلفائه -بما في ذلك من كان عدوًا له يوما ما- إقناعه بالاستيلاء على الإمبراطورية الغربية لنفسه. يجد ماكسيموس نفسه يقاتل من أجل إمبراطورية تتحول بشكل سريع إلى المسيحية في حين أن تقاليده الوثنية لا تحثه بشدة على التسامح.